# Ruben Spachuk
Ruben Spachuk (ur. 14 lutego 1981) – portugalski rugbysta grający na pozycji filara młyna, reprezentant kraju, uczestnik Pucharu Świata 2007.
Grać w rugby zaczął w argentyńskiej prowincji Misiones, a po przyjeździe do Europy związany był kolejno z klubami CF Os Belenenses, Rugby Club Lisboa, Blagnac SCR, FC Auch Gers, US Colomiers, CS Bourgoin-Jallieu, z którymi występował również w europejskich pucharach.
W reprezentacji Portugalii występował od roku 2005 i do marca 2014 roku rozegrał łącznie 47 spotkań zdobywając 10 punktów. W 2007 roku został powołany na Puchar Świata, na którym wystąpił we wszystkich czterech meczach swojej drużyny.